# میلتون‌فری واتر (اورگن)
میلتون‌فری واتر (به انگلیسی: Milton-Freewater) شهری در شهرستان یومتیلا ایالت اورگن است و در سرشماری سال ۲۰۱۱ میلادی، ۷٬۰۵۰ نفر جمعیت داشته که نسبت به سال ۲۰۱۰، ۰٫۰۷ درصد رشد جمعیت داشته‌است.

## موقعیت جغرافیایی
موقعیت جغرافیایی شهرها و مناطق اطراف به شرح زیر است: